# Río Grande (Potosí)
Río Grande ist eine Ortschaft im Departamento Potosí im Hochland des südamerikanischen Anden-Staates Bolivien.

## Lage im Nahraum
Río Grande ist zentraler Ort des Kanton Río Grande und liegt im Municipio Colcha „K“ in der Provinz Nor Lípez auf einer Höhe von 3669 m, fünfzehn Kilometer südlich des Salzsees Salar de Uyuni.

## Geographie
Río Grande liegt auf dem bolivianischen Altiplano zwischen den Anden-Gebirgsketten der Cordillera Occidental im Westen und der Cordillera de Lípez im Südosten. Das Klima der Region ist semiarid und ein typisches Tageszeitenklima, bei dem die Schwankung der mittleren Temperaturen im Tagesverlauf deutlicher ausfällt als im Ablauf der Jahreszeiten.
Die Jahresdurchschnittstemperatur der Region liegt bei etwa 9 °C, der Jahresniederschlag beträgt knapp 150 mm (siehe Klimadiagramm Uyuni). Die Monatsdurchschnittstemperaturen schwanken nur unwesentlich zwischen 5 °C im Juni/Juli und gut 11 °C von November bis März. Nennenswerte Monatsniederschläge von 20 bis 45 mm sind nur in den Monaten Dezember bis März zu verzeichnen, der Rest des Jahres ist nahezu niederschlagsfrei.
Gemäß der Klimaklassifikation ist das Klima von Río Grande trocken und kalt (BWk).

## Verkehrsnetz
Río Grande liegt in einer Entfernung von 295 Straßenkilometern südwestlich von Potosí, der Hauptstadt des gleichnamigen Departamentos. Von Potosí führt die asphaltierte Nationalstraße Ruta 5 in südwestlicher Richtung 198 Kilometer bis Uyuni, von dort führt die teilweise unbefestigte Ruta 701 weiter nach Südwesten und erreicht nach 61 Kilometern die Brücke über den Río Grande de Lípez. Hinter der Brücke zweigt eine Landstraße in nordwestlicher Richtung ab und erreicht nach 36 Kilometern den Ort Río Grande. Von Río Grande aus führt die Straße weiter nach Julaca und Calcha „K“.
Río Grande hat einen Bahnhof an der Bahnstrecke Antofagasta–La Paz. Personenverkehr findet hier nicht mehr statt.

## Bevölkerung
Die Einwohnerzahl der Ortschaft ist in den vergangenen beiden Jahrzehnten auf fast das Doppelte angestiegen:
| Jahr | Einwohner | Quelle       |
| ---- | --------- | ------------ |
| 1992 | 438       | Volkszählung |
| 2001 | 511       | Volkszählung |
| 2012 | 861       | Volkszählung |
| 2024 |           | Volkszählung |

Die Region weist einen gewissen Anteil an Quechua-Bevölkerung auf, im Municipio Colcha „K“ sprechen 87,3 Prozent der Bevölkerung Quechua.